# Тьяго Мендес
Тьяго Енріке Мендес Рібейру, більш відомий як Тьяго Мендес (порт. Thiago Henrique Mendes Ribeiro; нар. 15 березня 1992, Сан-Луїс, Бразилія) — бразильський футболіст, півзахисник катарського клубу «Ер-Раян».

## Клубна кар'єра
Мендес — вихованець клубу «Гояс». 28 вересня 2011 року в матчі проти «Португезу Деспортос» він дебютував в бразильській Серії B. 3 жовтня 2012 року в поєдинку проти «Брагантино» Тіаго забив свій перший гол за «Гояс». У тому ж році він допоміг команді виграти першість другої ліги і вийти в еліту.
26 травня 2013 року в поєдинку проти «Крузейро» Мендес дебютував у бразильській Серії A. 29 липня в матчі проти «Баїі» він забив свій перший гол за елітному дивізіоні.
На початку 2015 року Тіаго Мендес перейшов у «Сан-Паулу».
1 липня 2017 перейшов за 9 мільйонів євро до французького «Лілля». Був основним опорним півзахисником команди, посів із нею друге місце в сезоні 2018/19.
3 липня 2019 перейшов до «Ліона». Вартість трансферу склала 22 мільйони євро.